# Imperiul Marelui Judecător
Imperiul Marelui Judecător (engleză The Mind Cage) este un roman științifico-fantastic scris de A. E. van Vogt care a fost publicat prima oară în 1957. Romanul se bazează pe povestirea sa The Great Judge din 1948. În România a apărut la editura Fahrenheit și RAO în 1994.

## Povestea
Romanul prezintă o poveste din viitor care seamănă cu lumea contemporană. Acțiunea are la mai mult de douăzeci de ani după al treilea război atomic mondial care a devastat Pământul. David Martin, un politician, își riscă viitorul și cariera sa în guvern pentru Wade Trask, un om de știință care a fost condamnat la pedeapsa capitală pentru răzvrătire. Wade s-a exprimat împotriva sistemului actual de grupuri de oameni care a înlocuit familia. Wade Trask face experimente privind transplantul minții și a sistemului nervos. În cele din urmă reușește și îl atacă pe David Martin făcând schimb de minți. David Martin în corpul lui Wade Trask este acum cel care va fi condamnat la moarte. David are acum șapte zile până când corpul lui Wade în care se află va fi condamnat la moarte și totodată trebuie să pregătească și să conducă atacul contra statului-rebel Jorgia.

## Personaje
- David Martin - comandant al forțelor armate ale Marelui Judecător
- Wade Trask - om de știință, inginer fizician, expert în Prippi[1] și în electronică
- Oscar Podrage - conducătorul Americii de Nord Centrale
- Medellin - președintele Consiliului Conducătorilor
- Edmund Slater
- Marele Judecător - conducătorul (nemuritor?) al statului-mondial. Se bănuiește că nemurirea i-a fost dăruită de către Creier
- Creierul - o inteligență artificială. A fost acuzat de declanșarea războaielor mondiale și se bănuiește că a fugit într-o navă spațială